# 김대중 (성우)
김대중(1974년 8월 7일 ~ )는 한국의 남자 성우다. 2003년 KBS에 입사했으며 현재는 KBS 30기다. 한국방송 성우극회 소속

## 주요 출연작품

### 애니메이션
- 눈의 여왕 (애니원) - 병사1
- 극상학생회 (대원방송) - 유우이치 / 친구1
- 갓슈벨 (대원방송) - 키크로프 / 아폴로
- 갓슈벨 FINAL (대원방송) - 아폴로
- 데스노트 (대원방송) - 불량배 / 남학생
- 택틱스 (애니맥스) - 요괴
- 건퍼레이드 오케스트라 (애니맥스) - 다지마 준이치
- 헌터X헌터 OVA (애니박스) - 듄
- 헌터X헌터 OVA G.I Final (애니박스) - 서브 / 지원자2
- 헌터X헌터 리메이크 (애니맥스) - 푸하트 / 가시타
- 라스트 엑자일 (애니박스) - 이튼
- 뱀파이어 헌터 OVA (애니박스) - 포보스1
- 스모모모모모모 지상최강의 신부 (애니박스) - 나카지마 히카루 / 타카오 / 로니 / 야쿠자
- 로미오와 줄리엣: 바다표범의 사랑이야기 (카툰네트워크) - 티볼트
- 내 짝꿍은 원숭이 (카툰네트워크) - 코뿔소 선생님
- 블레이징 틴스 (재능TV) - 마크
- 어리이야기 (KBS)
- 주디세이 - 주인장
- 주디세이 퀴즈쇼 - 주인장

### 애니메이션 영화
- 톰과 제리 (카툰네트워크) - 애플칙 / 키디
- 상상 속 친구들의 모험 : 몬스터들의 집 (카툰네트워크) - 부자 아빠

### 영화
- 행복한 날들 (KBS)
- 워터 보이즈 (KBS)
- 럭키 넘버 슬레븐 (KBS) - 보스의 부하(미켈티 윌리엄슨) / 랍비의 부하(코리 스톨) / 경마장 안내방송
- 장고 (KBS) - 링고(호세 테론)
- 죽음의 씨앗 (KBS)
- 제17 포로수용소 (KBS) - 존슨(피터 볼드윈) / 베그디언(제이 로렌스)
- 하루, 48시간 (KBS) - 루이지 (지오반니 바티스타 살리우)
- 포 미니츠 (KBS) - 목사(디에트리히 홀린더바우머)
- 아이 로봇 (KBS) - 수사관(피터 신코다) / NS5 로봇(스콧 헤인들) / 방송 앵커(머레트 그린) / 철거 로봇
- 달은 어디에 떠 있는가 (KBS) - 광수
- 쿵푸 프리즌 (KBS) - 당 (츠요시 아베)
- 8인: 최후의 결사단 (KBS) - 염부하
- 웰컴 (KBS) - 코반 (피렛 셀릭)
- 신의 손 (KBS) - 색슨(더그 올리어)
- 엘리트 스쿼드 (KBS) - 에두(파올로 빌렐라)
- 야마카시 (KBS) - 미쉘린(브루노 플렌더) / 아스민의 동료(장 피에르 저메인)
- 야마카시 2 (KBS) - 윌리엄스(윌리엄스 벨)
- 산딸기 (KBS) - 안데스 (폴케 선퀴스트) 외

### 외화
- 커맨더 인 치프 (KBS) - 알렉스(처음)
- 로스트 시즌 2 (KBS) - 데스먼드(헨리 이안 쿠식)
- 워리어스 (KBS) - 노예 상인(제이미 포어먼)
- 닥터후 (KBS) - 집사장
- 토치우드 (KBS) - 보좌관
- 삼국지 (KBS) - 공수

### 특수촬영 드라마
- 파워레인저 트레저포스 (챔프) - 미스터 보이스 / 퀘스터 레이
- 파워레인저 와일드 스피릿 (챔프) - 마가 / 루츠 / 시저
- 환성신 저스티라이저 (재능TV) - 자우러스 / 아모가너
- 천하무적 아머히어로 (재능TV) - 마왕

### 방송
- 아인슈타인의 위대한 발견 (KBS)
- 신나군 (춘천MBC)

### 게임
- 디아블로 III: 영혼을 거두는 자 - 말티엘
- 도타 2 - 모플링, 레슈락
- 스타크래프트 2 - 허크
- 오버워치 - 로드호그
- 로드 오브 히어로즈 - 카르티스